# Wilhelm Löhr (Theologe)
Wilhelm  Christian Löhr (* 17. Oktober 1859 in Langendernbach; † 19. Mai 1929 in Bethel) war ein deutscher Theologe und Buchautor.

## Leben
Löhr besuchte das Gymnasium in Hadamar, später in Dillenburg und studierte evangelische Theologie an den Universitäten Leipzig, Marburg, Berlin und Bonn. Nach einer Tätigkeit als Gemeindepastor in Hohensolms wurde Löhr am 20. Januar 1893 auf eine Pastorenstelle in der Elberfelder Nordstadt berufen. Er leitete die dortige lutherische Kreuzkirchen-Gemeinde 33 Jahre lang. Von 1920 bis 1926 war er zudem Superintendent der Elberfelder Gemeindesynode. Nach dem Rücktritt von dem Kirchenamt starb er in Bethel.
In seinen Werken versuchte er, Naturerlebnisse mit direkter Heilserwartung zu verbinden.
Löhr war mit seinem Elberfelder Amtsbruder Heinrich Niemöller, dem Vater des Theologen Martin Niemöller befreundet. Er war der Vater der Mediziner Wilhelm Löhr und Hanns Löhr.

## Werke
- Diesseits und jenseits des Atlantischen Ozeans. Lose Reiseblätter, Herborn 1900.
- Mose, der Knecht Gottes, Elberfeld 1901.
- Das Unerlässliche, Elberfeld 1905.
- O du Heimatflur, Elberfeld 1917.
- Gottes Herrlichkeit in der deutschen Natur, Elberfeld 1929.
- Traute Heimat, Elberfeld 1929.